# Annabel Scholey
Annabel Scholey, née le 10 janvier 1984 à Wakefield, dans le comté du West Yorkshire, en Angleterre, au Royaume-Uni, est une actrice britannique.
Elle est connue pour le rôle de Lauren Drake dans la série Being Human : La Confrérie de l'étrange. En 2016, elle joue Contessina de Médicis dans Les Médicis : Maîtres de Florence, série télévisée en 8 épisodes avec Dustin Hoffman et Richard Madden.
Elle joue Amena dans la série Britannia. Elle tient le rôle de Nina Defoe dans The Split (serie de la BBC en 3 saisons produite entre 2018 et 2022).

## Filmographie
- 2018 - 2022 : The Split
- 2024 : Rivals : Beattie Johnson